# 交響組曲「ドラゴンクエスト」
交響組曲「ドラゴンクエスト」（こうきょうくみきょくドラゴンクエスト）は、スクウェア・エニックス（旧エニックス）から発売されているゲームソフト「ドラゴンクエスト」シリーズの楽曲を作曲者のすぎやまこういち自身がシリーズ（I - XI）ごとにオーケストラ用の組曲へ編曲した楽曲群、およびその演奏を収録した音楽アルバムの表題である。

## 楽曲一覧
各楽曲の演奏に必要な編成も記してある。表記については楽器編成を参照のこと。なお、弱音器の有無やシンバルの区別などについては記していない。

### 交響組曲「ドラゴンクエストI」
- 1986年に小編成の組曲として発表。
- 1991年に交響組曲に編曲[注 1]。

2（Picc. Doubleあり）22（B.Cl.あり）2・4331・Timp.,Perc.（S.D.,Tamb.,Cym.,Tam-T.,G.C.,Glock.）・Hrp.・Str.（14,12,10,8,6）
1. 序曲／Overture March
  - 2（Picc. Doubleあり）222・4331・Timp.,Perc.（S.D.,Cym.,G.C.）・Hrp.・Str.
2. ラダトーム城／Château Ladutorm
  - Str.
3. 街の人々／People
  - 1111・0000・Perc.（Glock.）・Str.
4. 広野を行く／Unknown World
  - 1100・4000・Str.
5. 戦闘／Fight
  - 2222・4331・Timp.,Perc.（Cym.,G.C.）・Hrp.・Str.
6. 洞窟／Dungeons
  - 202（2番はB.Cl.）2・4331・Str.
7. 竜王／King Dragon
  - 2222・4331・Perc.（Cym.,Tam-T.,G.C.）・Hrp.・Str.
8. フィナーレ／Finale
  - 2222・4331・Timp.,Perc.（S.D.,Tamb.,Cym.,G.C.）・Hrp.・Str.

### 交響組曲「ドラゴンクエストII」悪霊の神々
- 1987年に小編成の組曲として発表。
- 1992年に『パストラール〜カタストロフ』が追加され、交響組曲に編曲[注 1]。
- 2005年の東京都交響楽団版より『聖なるほこら』が追加。

2（Picc. Doubleあり）222・4331・Timp.,Perc.（S.D.,Drms.,Trg.,Tamb.,Cym.,G.C.,Vib.,Glock.）・Hrp.・Str.（14,12,10,8,6）
1. ドラゴンクエスト・マーチ／Dragonquest March
  - 2222・4331・Timp.,Perc.（S.D.,Cym.,G.C.）・Hrp.・Str.
2. Love Song 探して／Only Lonely Boy
  - Str.
3. パストラール〜カタストロフ／Pastoral〜Catastrophe
  - 2222・4331・Timp.,Perc.（S.D.,G.C.）・Hrp.・Str.
4. 王城／Château
  - Str.
5. 街の賑わい／Town
  - 2（Picc. Doubleあり）222・4331・Timp.,Perc.（S.D.,HiHat,Vib.,Glock.）・Hrp.・Str.
6. 遥かなる旅路〜広野を行く〜果てしなき世界／Endless World
  - 2222・4331・Perc.（S.D.[with Brush],Tamb.,Glock.）・Hrp.・Str.
7. 恐怖の地下洞〜魔の塔／Fright in Dungeon〜Devil's Tower
  - 2222・4331・Timp.,Perc.（S.D.[with Brush],Vib.,Glock.）・Hrp.・Str.
8. レクイエム／Requiem
  - Str.
9. 聖なるほこら／Holy Shrine
  - Str.
10. 海原を行く／Beyond the Waves
  - 2222・4331・Timp.,Perc.（S.D.,Trg.,Cym.,Glock.）・Hrp.・Str.

当初（1994年発売）は前奏があったが、2000年に発売されたものではカットされている。
11. 戦い〜死を賭して／Deathfight〜Dead or Alive
  - 2（Picc. Doubleあり）222・4331・Timp.,Perc.（S.D.,Drms.,Cym.,G.C.）・Hrp.・Str.
12. この道わが旅／My Road My Journey
  - 2（Picc. Doubleあり）222・4331・Timp.,Perc.（S.D.,HiHat,Cym.,G.C.,Vib.,Glock.）・Hrp.・Str.

### 交響組曲「ドラゴンクエストIII」そして伝説へ…
- 1988年に発表。
- 1996年に『まどろみの中で』『回想』『戦いのとき』『ゾーマの城』が追加。
- 2004年の第18回ファミリークラシックコンサートより『ローリング・ダイス』が追加。

2（Picc. Double,A.Fl.あり）2（E.Hrn.あり）2（B.Cl.あり）2・4331・Timp.,Perc.（S.D.,Drms.,Bongo,Trg.,Cast.,C.Bell,W.Block,Tamb.,Cym.,G.C.,Glock.,Mar.,Xylo.）・Hrp.・Str.（14,12,10,8,6）
1. ロトのテーマ／Roto
  - 2222・4331・Timp.,Perc.（S.D.,Cym.,G.C.）・Hrp.・Str.
2. まどろみの中で／Prologue
  - 2222・4031・Hrp.・Str.
3. 王宮のロンド／Rondo
  - Str.
4. 世界をまわる（街〜ジパング〜ピラミッド〜村）／Around the World
  - 2（Picc. Doubleあり）22（B.Cl.あり）2・4331・Timp. Perc.（S.D.,Bongo,Cast.,W.Block,Tamb.,Cym.,G.C.,Glock.）・Hrp.・Str.
5. ローリング・ダイス／Rolling Dice
  - 2（Picc.あり）22（2番はB.Cl.）0・0030・Perc.（S.D.[with Brush],Drms.,Tamb.,Mar.）・Str.
6. 冒険の旅／Adventure
  - 2（Picc.あり）222・4331・Timp.,Perc.（S.D.,Cym.,G.C.）・Str.
7. ダンジョン〜塔〜幽霊船／Dungeon〜Tower〜The Phantom Ship
  - 2（A.Fl.あり）22（B.Cl.あり）2・401（B.Trb.）0・Timp.,Perc.（S.D.,Tri.,C.Bell.,W.Block,Cym.,Xylo.,Glock.,HiHat）・Str.
8. 回想／Distant Memories
  - 1100・0000・Hrp.・Str.
9. 鎮魂歌〜ほこら／Requiem〜Small Shrine
  - Str.
10. 海を越えて／Sailing
  - 2222・4331・Timp.,Perc.（S.D.,Trg.,Cym.,Glock.）・Hrp.・Str.
11. おおぞらをとぶ／Heavenly Flight[注 2]
  - 22（E.Hrnあり）22・4331・Timp.,Perc.（S.D.,Cym.,Glock.）・Hrp.・Str.
12. 戦いのとき／Gruelling Fight
  - 2222・4331・Timp.,Perc.（S.D.,Cym.,G.C.）・Hrp.・Str.
13. ゾーマの城／Zoma's Castle
  - Str.
14. 戦闘のテーマ〜アレフガルドにて〜勇者の挑戦／Fighting Spirit[注 3]
  - 2（Picc. Doubleあり）222・4331・Timp.,Perc.（S.D.,Tamb.,Cym.,G.C.,Glock.）・Hrp.・Str.
15. そして伝説へ／Into the Legend
  - 2（Picc.あり）222・4331・Timp.,Perc.（S.D.,Cym.,G.C.,Glock.）・Hrp.・Str.

### 交響組曲「ドラゴンクエストIV」導かれし者たち
- 1990年に発表。1990年3月26日付オリコン・アルバムチャートで1位を獲得。
- 2002年の第16回ファミリークラシックコンサートより『立ちはだかる難敵』『ピサロ〜ピサロは征く』が追加。

2（Picc. Doubleあり）2（E.Hrn.あり）2（B.Cl.あり）2・4331・Timp.,Perc.（S.D.,Drms.,Cast.,C.Bell,W.Block,Claves,Tamb.,Cym.,G.C.,Vib.,Glock.,Mar.,Xylo.）・Hrp.・Str.（14,12,10,8,6）
1. 序曲／Overture
  - 2222・4331・Timp.,Perc.（Cym.,G.C.）・Hrp.・Str.
2. 王宮のメヌエット／Menuet
  - Str.
3. 勇者の仲間たち（間奏曲[注 4]〜戦士はひとり征く〜おてんば姫の行進〜武器商人トルネコ〜ジプシー・ダンス〜ジプシーの旅〜間奏曲）／Comrades
  - 2（Picc.あり）222・4331・Timp.,Perc.（HiHat,Cast.,Tamb.,Vib.,Glock.）・Hrp.・Str.
4. 街でのひととき（街〜楽しいカジノ〜コロシアム〜街）／In a Town
  - 2（Picc.あり）222・4331・Timp.,Perc.（S.D.[with Blush],W.Block,Tamb.,Cym.,G.C.,Glock.,Xylo.）・Hrp.・Str.
5. 勇者の故郷[注 5]〜馬車のマーチ／Homeland〜Wagon Wheel's March
  - 2（Picc. Doubleあり）222・4331・Perc.（S.D.,Tamb.,Cym.,G.C.）・Hrp.・Str.
6. 立ちはだかる難敵／Tough Enemy
  - 2222・4331・Timp.,Perc.（Drms.）・Str.
7. 恐怖の洞窟〜呪われし塔／Frightening Dungeons〜Cursed Towers
  - 2（Picc.あり）22（2番はB.Cl.）2・4331・Timp.,Perc.（C.Bell,Claves,Glock.,Mar.）・Hrp.・Str.
8. エレジー〜不思議のほこら／Elegy〜Mysterious Shrine
  - 2222・4331・Timp.,Perc.（Glock.）・Hrp.・Str.
9. のどかな熱気球のたび／Balloon's Flight
  - 1111・0000・Hrp.・Str.
10. 海図を広げて／Sea Breeze
  - 22（E.Hrn.あり）22・4031・Timp.,Perc.（S.D.,Cym.,G.C.）・Hrp.・Str.
11. ピサロ〜ピサロは征く／Pissarro
  - 2222・4331・Timp.,Perc.（S.D.,Glock.）・Hrp.・Str.
12. 謎の城／The Unknown Castle
  - Str.
13. 栄光への戦い（戦闘[注 6]〜邪悪なるもの〜悪の化身）／Battle for the Glory
  - 2（Picc.あり）222・4331・Timp.,Perc.（S.D.,Cym.,G.C.,Xylo.）・Str.
14. 導かれし者たち／Ending[注 7]
  - 2（Picc.あり）222・4331・Timp.,Perc.（Cym.,G.C.,Glock.,Xylo.）・Hrp.・Str.

### 交響組曲「ドラゴンクエストV」天空の花嫁
- 1992年に発表。
- 1994年の第8回ファミリークラシックコンサートより『哀愁物語』が追加。
- 2004年の東京都交響楽団版より『淋しい村〜はめつの予感〜さびれた村』が追加。
- 同版より『空飛ぶ絨毯〜大海原へ』と『愛の旋律』の曲順が入れ替わる。

2（Picc. Double,A.Fl.あり）222・43（P.Trp.あり）31・Timp.,Perc.（S.D.,W.Block,Tamb.,Cym.,G.C.,T.Bell,Vib.,Glock.,Xylo.,HiHat）・Hrp.・Str.（14,12,10,8,6）
1. 序曲のマーチ／Overture
  - 2（Picc. Doubleあり）222・4331・Timp.,Perc.（S.D.,Cym.,G.C.）・Hrp.・Str.
2. 王宮のトランペット／Castle Trumpeter
  - 0000・01（in CまたはP.Trp.）00・Str.
3. 街角のメロディ〜地平の彼方へ〜カジノ都市〜街は生きている〜街角のメロディ／Melody in an Ancient Town〜Toward the Horizon〜Casino〜Lively Town〜Melody in an Ancient Town
  - 2（Picc.あり）222・4331・Timp.,Perc.（S.D.[with Blush],Tamb.,Vib.,Glock.,HiHat）・Hrp.・Str.
4. 愛の旋律／Melody of Love
  - 2222・4000・Hrp.・Str.
5. 空飛ぶ絨毯〜大海原へ／Magic Carpet〜The Ocean
  - 2（Picc.あり）222・4331・Timp.,Perc.（S.D.,W.Block,Cym.,G.C.,Vib.）・Hrp.・Str.
6. 洞窟に魔物の影が〜死の塔〜暗黒の世界〜洞窟に魔物の影が／Monsters in the Dungeon〜Tower of Death〜Dark World〜Monsters in the Dungeon
  - 2（Picc.あり）222・4031・Timp. Perc.（Vib. Glock.）・Hrp.・Str.
7. 淋しい村〜はめつの予感〜さびれた村／Sad Village〜Mysterious Disappearance〜Disturbed Village
  - 2（2番はA.Fl.）110・3000・Perc.（Vib.,Glock.）・Hrp.・Str.
8. 哀愁物語／Make Me Feel Sad
  - 2222・4000・Hrp.・Str.
9. 戦火を交えて〜不死身の敵に挑む／Violent Enemies〜Almighty Boss Devil is Challenged
  - 2（Picc.あり）222・4331・Timp.,Perc.（S.D.,Cym.,G.C.,Xylo.）・Hrp.・Str.
10. 高貴なるレクイエム〜聖／Nobel Requiem〜Saint
  - 0100・0000・Timp.,Perc.（T.Bell）・Str.
11. 大魔王／Satan
  - 2（Picc.あり）222・4331・Timp.,Perc.（S.D.,Tamb.,G.C.）・Str.
12. 天空城／Heaven
  - 0010・0000・Str.
13. 結婚ワルツ／Bridal Waltz
  - 2（Picc.あり）222・4331・Timp.,Perc.（S.D.,Trg.,G.C.,Glock.）・Hrp.・Str.

### 交響組曲「ドラゴンクエストVI」幻の大地
- 1995年に発表。
- 『魔物出現』と『魔王との対決』は、当初は1トラック扱いだったが、2000年発売のものでは分割されている。以後の都響版でも別になっている。

2（Picc. Doubleあり）2（E.Hrn.あり）2（B.Cl.あり）2（D.Bsn.あり）・4331・Timp.,Perc.（S.D.,Drms.,Trg.,C.Bell,Tamb.,Cym.,G.C.,Vib.,Glock.,Xylo.）・Hrp.・Str.（14,12,10,8,6）
1. 序曲のマーチ／Overture
  - 2（Picc. Doubleあり）222・4331・Timp.,Perc.（S.D.,Cym.,G.C.）・Hrp.・Str.
2. 王宮にて／At the Palace
  - Str.
3. 木洩れ日の中で〜ハッピーハミング〜ぬくもりの里に〜フォークダンス〜木洩れ日の中で／In the Town〜Happy Humming〜Inviting Village〜Folk Dance〜In the Town
  - 2（Picc.あり）22（B.Cl.あり）2・4331・Perc.（Drms.,Trg.,Tamb.,Xylo.）・Hrp.・Str.
4. さすらいのテーマ〜静寂に漂う〜もう一つの世界／Through the Fields〜Wondering through the Silence〜Another World
  - 2（Picc.あり）222・4331・Perc.（Vib.,Glock.）・Hrp.・Str.
5. エーゲ海に船出して／Ocean Waves
  - 2222・4031・Perc.（Glock.）・Hrp.・Str.
6. 空飛ぶベッド／Flying Bed
  - 2222・4331・Perc.（Trg.,Tamb.,Xylo.）・Str.
7. ペガサス〜精霊の冠／Pegasus〜Saint's Wreath
  - 2222・4031・Hrp.・Str.
8. 悪のモチーフ〜ムドーの城〜戦慄のとき〜ムドーの城／Evil World〜Satan's Castle〜Frightening Dungeon〜Satan's Castle
  - 2（Picc.あり）222・4330・Perc.（Vib.,Xylo.）・Hrp.・Str.
9. 勇気ある戦い〜敢然と立ち向かう／Brave Fight
  - 2（Picc.あり）22（B.Cl.あり）2・4331・Timp.,Perc.（S.D.,G.C.）・Str.
10. 哀しみのとき／Melancholy
  - 2111・0000・Perc.（Glock.）・Str.
11. 奇跡のオカリナ〜神に祈りを〜奇蹟のオカリナ／Ocarina〜The Saint〜Ocarina
  - 2222・0001・Str.
12. 迷いの塔／Devil's Tower
  - 2（Picc.あり）222・0000・Perc.（C.Bell）
13. 暗闇にひびく足音〜ラストダンジョン〜暗闇にひびく足音／Dungeons〜Last Dungeon〜Dungeons
  - 2（Picc.あり）222・4331・Timp.,Perc.（Glock.,Xylo.）・Hrp.・Str.
14. 魔物出現／Monsters
  - 2（Picc.あり）222・4331・Timp.,Perc.（S.D.,G.C.）・Hrp.・Str.
15. 魔王との対決／Demon Combat
  - 2222・4331・Timp.,Perc.（Cym.,G.C.）・Hrp.・Str.
16. 時の子守唄／Eternal Lullaby
  - 22（E.Hrn.あり）22（2番はD.Bsn.）・4331・Timp.,Perc.（S.D.,Cym.,G.C.,Vib.,Glock.）・Hrp.・Str.

### 交響組曲「ドラゴンクエストVII」エデンの戦士たち
- 2000年に発表。
- 2006年の東京都交響楽団版より『トゥーラの舞〜復活のいのり』が追加。

2（Picc. Double,A.Fl.あり）2（E.Hrn.あり）22・4331・Timp.,Perc.（S.D.,Drms.,Bongo,Trg.,C.Bell,Tamb.,Cym.,G.C.,Vib.,Glock.）・Hrp.・Str.（14,12,10,8,6）
1. 序曲のマーチVII／Overture VII
  - 2（Picc. Doubleあり）222・4331・Timp.,Perc.（S.D.,Cym.,G.C.）・Hrp.・Str.
2. エデンの朝／Morning in Eden
  - 2100・0000・Hrp.・Str.
3. 封印されし城のサラバンド／Saraband
  - Str.
4. 王宮のホルン／Echo of Horns throughout the Castle
  - 0000・4000・Str.
5. 憩いの街角〜パラダイス〜時の眠る園〜うたげの広場〜憩いの街角／Strolling in the Town
  - 2（Picc. Doubleあり）222・4331・Timp.,Perc.（Drms.,Vib.,Glock.）・Hrp.・Str.
6. のどかな家並／Heavenly Village
  - 1111・4000・Str.
7. 哀しみの日々／Days of Sadness
  - 0000・3030・Hrp.・Str.
8. 失われた世界〜足取りも軽やかに／Memories of a Lost World〜Moving through the Present
  - 2（2番はPicc.）2（2番はE.Hrn.）22・4331・Timp.,Perc.（Glock.）・Hrp.・Str.
9. 迫り来る死の影／Shadow of Death
  - 2220・4000・Perc.（Trg.,Vib.）・Hrp.・Str.
10. 血路を開け〜強き者ども／Fighting Spirit〜World of the Strong
  - 2（Picc. Doubleあり）222・4331・Timp.,Perc.（Drms.,Cym.,G.C.）・Hrp.・Str.
11. スフィンクス〜大神殿／Sphinx〜Mysterious Sanctuary
  - 0002・4331・Str.
12. 小舟に揺られて〜海原の王者／Aboard Ship〜Pirates of the Sea
  - 2（Picc. Double,A.Fl.あり）2（E.Hrn.あり）22・4331・Timp.,Perc.（S.D.,Cym.,G.C.）・Hrp.・Str.
13. 愛する人へ／To my Loved One
  - 2020・4000・Perc.（Glock.）・Hrp.・Str.
14. トゥーラの舞〜復活のいのり／Sacrifice Dance
  - 2（2番はPicc.）110・0300・Perc.（Bongo,C.Bell.,Tamb.,Vib.,Glock.）・Hrp.・Str.
15. 魔塔の響き／Scream from the Tower of Monsters
  - 2222・4000・Perc.（Vib.,Glock.）・Hrp.・Str.
16. 哀しみを胸に〜やすらぎの地／With Sadness in Heart〜A Safe Haven
  - 1110・4000・Hrp.・Str.
17. 魔法のじゅうたん／Magic Carpet
  - 2001・3000・Str.
18. 遥かなる空の彼方へ／Over the Horizon
  - 2222・4330・Timp.,Perc.（S.D.,Cym.,G.C.）・Hrp.・Str.
19. オルゴ・デミーラ／Orgo Demila
  - 2（2番はPicc.）222・4331・Timp.,Perc.（S.D.,G.C.）・Hrp.・Str.
20. 凱旋そしてエピローグ／Triumphal Return〜Epilogue
  - 2222・4331・Timp.,Perc.（S.D.,G.C.）・Hrp.・Str.

### 交響組曲「ドラゴンクエストVIII」空と海と大地と呪われし姫君
- 2005年に発表。
- 『空と海と大地』にはピアノを編成に入れた版も存在する。

2（Picc. Doubleあり）2（E.Hrn.あり）22（D.Bsn.あり）・4331・Timp.,Perc.（S.D.,Drms.,Conga,Timb.,Trg.,C.Bell,W.Block,Tamb.,W.Chime,S.Bell,Agogo,W.Block,Cym.,F.Cym.,G.C.,Vib.,Glock.）・Cel.,Hrp.・Str.（14,12,10,8,6）
1. 序曲／Overture
  - 2（Picc. Doubleあり）222・4331・Timp.,Perc.（S.D.,Cym.,G.C.）・Hrp.・Str.
2. 馬車を曳いて／Travelling with Wagon
  - 2220・4000・Hrp.・Str.
3. 穏やかな街並み〜静かな村〜錬金がま／Peaceful Town〜Quiet Village〜Alchemy pot
  - 2222・4331・Timp.,Perc.（Drms.,Conga,C.Bell,W.Block,Vib.,Glock.）・Hrp.・Str.
4. 広い世界へ〜大平原のマーチ／Strange World〜Marching through the Fields
  - 2222・4331・Timp.,Perc.（Drms.,Cym.,G.C.）・Hrp.・Str.
5. 対話／Chatting
  - 2（2番はPicc.）222・4331・Timp.,Perc.（Drms.,Xylo.）・Hrp.・Str.
6. ひんやりと暗い道〜暗い道の奥で／Cold and Gloomy〜In the Dungeon Depths
  - 2222・0031・Perc.（Drms.,W.Block.,C.Bell）・Str.
7. 讃美歌に癒されて〜修道僧の決意／Healing Powerof the Psalms〜Friar's Determination
  - 2222（2番はD.Bsn.）・4331・Timp.・Str.
8. つらい時を乗り越えて〜急げ!ピンチだ／Over the Sorrow〜Hurry! We are in Danger
  - 2（Picc.あり）2（E.Hrn.あり）22・4331・Timp.,Perc.（Drms.,Timb.,C.Bell,Agogo,Vib.）・Hrp.・Str.
9. 神秘なる塔／Mysterious Tower
  - 1110・0000・Perc.（Trg.,Conga,C.Bell,W.Block,W.Chime,S.Bell.,F.Cym.）・Hrp.・Str.
10. そうだあの時は〜それいけトーポ／Reminiscence〜Go Topo Go!!
  - 2（Picc. Doubleあり）222・4030・Perc.（Drms.,Trg.,C.Bell,W.Block）・Str.
11. 雄叫びをあげて〜難関を突破せよ／War Cry〜Defeat the Enemy
  - 2222・4331・Timp.,Perc.（Drms.,Tamb.,G.C.,Xylo.）・Hrp.・Str.
12. この想いを…／Remembrances…
  - 2222・4000・Perc.（Glock.）・Hrp.・Str.
13. 城の威容〜王宮のガヴォット〜城の威容／Majestic Castle〜Gavotte de Château〜Majestic Castle
  - 0000・43（P.Trp.あり）00・Str.
14. 詩人の世界／Poet's World
  - 1001・0000・Perc.（Vib.（2））・Cel.,Hrp.・Str.
15. 海の記憶／Memories of an Ancient Ocean
  - 2222・4331・Timp.,Perc.（Cym.,G.C.,Vib.）・Hrp.・Str.
16. 忍び寄る影／Stalked by Fear
  - Str.
17. 闇の遺跡／Ruins of Darkness
  - 0000・4330・Str.
18. 大聖堂のある街／Sanctuary
  - 2222・4331・Timp.,Perc.（S.D.,Cym.,G.C.）・Hrp.・Str.
19. おおぞらをとぶ／Heavenly Flight
  - 22（E.Hrn.あり）22・4331・Timp.,Perc.（S.D.,Cym.,Glock.）・Hrp.・Str.
20. 終末へ向かう／Nearing our Destiny
  - 2（2番はPicc.）222（2番はD.Bsn.）・4331・Str.
21. ドルマゲス〜おおぞらに戦う／Dormaguez〜Great Battle in the Vast Sky
  - 2（Picc. Doubleあり）222・4331・Timp.,Perc.（Drms.,Cym.,G.C.,Vib.）・Hrp.・Str.
22. 空と海と大地／Sky, Ocean and Earth
  - 2222・4331・Timp.,Perc.（S.D.,Cym.,G.C.,Glock.）・Cel.,Hrp.・Str.

### 交響組曲「ドラゴンクエストIX」星空の守り人
- 2009年に発表。

2（Picc. Double,A.Fl.あり）22（B.Cl.あり）2・4331・Timp.,Perc.（S.D.,Tom-t.,Hi-Hat.,Drms.,Conga,Tamb.,H.Clap,Cym.,G.C.,Vib.,Mar.,Xylo.）・Hrp.・Str.（14,12,10,8,6）
1. 序曲IX／Overture IX
  - 2（Picc. Doubleあり）222・4331・Timp.,Perc.（S.D.,Cym.,G.C.）・Hrp.・Str.
2. 天の祈り／Angelic Land
  - 2（Picc.あり）222・4000・Perc.（Vib.）・Hrp.・Str.
3. 宿命〜悲壮なるプロローグ／Destiny〜Prologue to Tragedy
  - 1000・0000・Hrp.・Str.
4. 王宮のオーボエ／Oboe Melody in the Castle
  - 0100・0000・Str.
5. 来たれわが街へ〜夢見るわが街〜酒場のポルカ〜来たれわが街へ／Beckoning〜Dream Vision of Town〜Tavern Polka〜Beckoning
  - 2（Picc. Doubleあり）222・4331・Perc.（Tamb.,H.Clap,Vib.）・Hrp.・Str.
6. 野を越え山を越え〜仲間とともに〜箱舟に乗って〜野を越え山を越え／Hill and Meadows〜Together in the Fields〜Soaring in the Sky〜Hill and Meadows
  - 2222・4331・Perc.（Drms.,Mar.）・Str.
7. 陽だまりの村〜村の夕べ／Village Bathed in Light〜Village in Darkness
  - 222（B.Cl.あり）2・0000・Perc.（Vib.）・Hrp.・Str.
8. 負けるものか〜渦巻く欲望／Build-up to Victory〜Confused Ambitions
  - 2（Picc.あり）222・4331・Timp.,Perc.（S.D.,Hi-Hat.,Xylo.）・Hrp.・Str.
9. 暗闇の魔窟〜洞窟のワルツ〜そびえ立つ死の気配／Gloomy Cavern〜Dungeon Waltz〜Atmosphere of Death
  - 2（Picc.,A.Fl.あり）220・4000・Perc.（Conga）・Hrp.・Str.
10. 集え、者たち〜祈りの詩〜せつなき思い／Gathering Place〜Altar of Change〜Sadness of the Heart
  - 1100・4000・Perc.（Vib.）・Hrp.・Str.
11. サンディのテーマ〜サンディの泪〜サンディのテーマ／Sandy's Theme〜Sandy's Tears〜Sandy's Theme
  - 2222・4331・Perc.（Drms.,Tamb.）・Hrp.・Str.
12. 運命に導かれ〜主なき神殿／Pathway to Good Fortune〜Cathedral of Emptiness
  - 102（2番はB.Cl.）0・4031・Perc.（Xylo.）・Str.
13. 決戦の時／Final Battle
  - 2（Picc.あり）222・4331・Timp.,Perc.（Drms.,S.D.,Cym.,G.C.,Xylo.）・Str.
14. 星空へ〜星空の守り人／Journey to the Star-Filled Skies〜Defender of the Star-Filled Skies
  - 2222・4331・Timp.,Perc.（S.D.,Tom-t.,Cym.,G.C.,Vib.）・Hrp.・Str.

### 交響組曲「ドラゴンクエストX」目覚めし五つの種族
- 2012年に発表。

### 交響組曲「ドラゴンクエストXI」過ぎ去りし時を求めて
- 2017年に発表。本作のにおいては過去作の楽曲も多く使用されているが、交響組曲版は新曲のみで構成されている[注 9]。

### 「ドラゴンクエスト」ME集
- 『交響組曲「ドラゴンクエストI」』にボーナストラックとして収録された、I〜VIIIの全ME（Music Effect：音楽効果音）集。

2（Picc. Doubleあり）22（B.Cl.あり）2（D.Bsn.あり）・4331・Timp.,Perc.（S.D.,Cym.,G.C.,Vib.,Mar.,Glock.）・Cel.,Pf.,Hrp.・Str.（14,12,10,8,6）
1. 宿屋（I）
  - 2000・0000
2. 勝利
  - 002（2番はB.Cl.）0・0000
3. レベル・アップ
  - 0000・0200
4. 重要アイテム発見
  - 2200・0000・Perc.（Glock.）
5. 死
  - 0022・0000
6. 呪
  - Pf.
7. 教会（治癒）
  - 0001・1000・Str.（Vn.I,Vn.II,Va.,Vc.）
8. ねむりの笛（フェアリーフルート）
  - 1000・0000
9. ローラの愛
  - 1120・0000・Str.
10. 虹の杖（レインボーハープ）
  - Hrp.
11. 虹のかけ橋（銀の竪琴）
  - Hrp.
12. 出た!1
  - 0000・0200
13. 宿屋
  - 2000・0000
14. 仲間（出会い）
  - Pf.・Str.
15. 福引のあたり
  - 0000・0100
16. 出た!2
  - 2000・0000
17. やまびこの笛
  - 2000・0000
18. ルビスの守り（ほこら）
  - Perc.（Vib.）・Str.（Vn.I,Vn.II）
19. セーブ（冒険の書）
  - 0001・1030
20. 当たり
  - Perc.（Vib.,Mar.）・Pf.
21. 中当たり
  - 2222・4331・Timp.,Perc.（S.D.）・Str.（Vc.,D.B.）
22. 大当たり
  - 2（2番はPicc.）222・4331・Timp.,Perc.（S.D.,Tom-t.,Cym.,G.C.）・Hrp.・Str.
23. 呪われしローレライの岩
  - 0120・0000
24. 呪いがとけた
  - Hrp.・Str.（Vn.I,Vn.II,Vc.）
25. 愛の思い出
  - 1000・0000・Hrp.
26. 酒場でブギウギ
  - Pf.
27. 6つのオーブ1
  - Hrp.・Str.（Vn.I,Vn.II,Va.,Vc.）
28. 6つのオーブ2
  - 0100・0000・Hrp.
29. アレフガルドに朝が
  - Hrp.
30. モンスターハープ
  - Hrp.
31. ねむりの村
  - 1000・0000
32. 目覚め（ミラクル）
  - 1000・0000・Perc.（Vib.）・Str.（Vn.I,Vn.II,Va.）
33. あやかしの笛
  - 1010・0000
34. 聖なる種火
  - Perc.（Vib.）・Hrp.
35. パデキアの種が
  - 0121・0000
36. 病気回復
  - 0110・0000
37. エンディング第一章
  - 2000・4331・Timp.,Perc.（S.D.,Cym.）・Hrp.・Str.
38. エンディング第二章
  - 1111・4000・Perc.（S.D.,Cym.）・Hrp.・Str.
39. エンディング第三章
  - 1112・0000・Str.（D.B.）
40. エンディング第四章
  - Str.（Vn.I,Vn.II,Va.）
41. 悪のモチーフ（V）
  - 0000・0320
42. 光の落下（花が咲いた）
  - Hrp.
43. 妖精のホルン
  - 0000・1000・Hrp.
44. 春風のフルート
  - 1000・0000・Hrp.
45. スライムレース
  - 001（B.Cl.）1（D.Bsn.）・032（Trb.,B.Trb.）0
46. 悪のモチーフ（VI）
  - 0000・0230
47. 奇跡のオカリナ
  - 1000・0000
48. ミステリーハープ
  - Hrp.
49. ロール登場
  - 2（Picc. Double）222・4331・Timp.,Perc.（S.D.,Cym.,G.C.）・Hrp.・Str.
50. ワシの歌を聴け
  - 0002・0030・Timp.,Perc.（Vib.,Mar.）・Pf.
51. もぐらのリサイタル
  - 2222（2番はD.Bsn.）・4331・Timp.,Perc.（S.D.,Glock.）・Hrp.・Str.
52. リンリン1・2・3・4・5
  - Perc.（Glock.）・Cel.
53. 魔物出現
  - Str.

### その他
コンサートなどで演奏されたものの、交響組曲のCDには収録されていない楽曲。
- ずっこけモンスター（V・VI）

2008年の第22回ファミリークラシックコンサート（アンコール）、及び同年の「トーセプレゼンツ ドラゴンクエスト スペシャルコンサート」（交響組曲V）にて初演。『V』の公演で演奏されたのはこの時限りで、その後の公演では演奏されていない。
- テリーの世界（モンスターズ1・2）
- 天空の世界（モンスターズ2、ジョーカー2）
- 追憶の旅路（キャラバンハート）

2003年の第17回ファミリークラシックコンサートにて初演。『テリーの世界』と『天空の世界』は、シンセサイザー組曲のアレンジが基になっていた。『天空の世界』は、2011年の第25回ファミリークラシックコンサートでも『モンスターズジョーカー2』版の楽曲が演奏されており、このアレンジを基にした楽曲が『X』の交響組曲にも収録されている。

## 関連商品

### CD
†は廃盤。2009年にSUGIレーベルがキングレーベルに移籍して以降、過去の音源もほぼ全てが再発売されている。

#### 東京弦楽合奏団 演奏
すぎやまこういち指揮、東京弦楽合奏団（NHK交響楽団の選抜メンバー、交響組曲より小編成）による演奏。
- キングレコード
  - 組曲「ドラゴンクエストI・II」（KICC-6321、2009年10月7日）
- アポロン音楽工業
  - † 組曲「ドラゴンクエスト」（BY30-5121、1986年10月5日）
  - † ドラゴンクエストの世界「ドラゴンクエストII」悪霊の神々（BY30-5136、1987年2月5日）

#### NHK交響楽団 演奏
すぎやまこういち指揮、NHK交響楽団による演奏。
- キングレコード
  - 交響組曲「ドラゴンクエストIII」そして伝説へ…（KICC-6322、2009年10月7日）
  - 交響組曲「ドラゴンクエストIV」導かれし者たち（KICC-6323、2009年10月7日） - 1990年盤と同音源（トラック分割あり）
  - 交響組曲「ドラゴンクエストV」天空の花嫁（KICC-6324、2009年10月7日）

- アポロン音楽工業
  - † 交響組曲「ドラゴンクエストIII」そして伝説へ…（BY30-5181、1988年3月7日）
  - † 交響組曲「ドラゴンクエストIV」導かれし者たち（APCG-9001、1990年3月13日） - Disc2はゲーム音源

- アポロン（上記のアポロン音楽工業からの改称）
  - † 交響組曲「ドラゴンクエストV」天空の花嫁（APCG-9004、1992年10月21日）

- SMEビジュアルワークス
  - † N響版 交響組曲「ドラゴンクエストIII」そして伝説へ…+オリジナル・ゲームミュージック（SVWC-7071、2001年3月7日）
  - † N響版 交響組曲「ドラゴンクエストIV」導かれし者たち+オリジナル・ゲームミュージック（SVWC7112〜3、2001年12月19日） - 1990年盤と同音源（トラック分割あり）、Disc2はゲーム音源

#### ロンドン・フィルハーモニー管弦楽団 演奏
すぎやまこういち指揮、ロンドン・フィルハーモニー管弦楽団による演奏。I〜IIIとVIはソニーレコード→SPEビジュアルワークス時代に2度発売しているが、I・IIの一部楽曲は後発盤ではベストセレクションでの録音に差し替えられている。キングレコードから再発売されているものは後発盤である。
- キングレコード
  - 交響組曲「ドラゴンクエスト」ベスト・セレクション〜ロト編〜（KICC-6310、2009年8月5日）
  - 交響組曲「ドラゴンクエスト」ベスト・セレクション〜天空編〜（KICC-6311、2009年8月5日）
  - 交響組曲「ドラゴンクエストI・II」（KICC-6315、2009年10月7日）
  - 交響組曲「ドラゴンクエストIII」そして伝説へ…（KICC-6316、2009年10月7日）
  - 交響組曲「ドラゴンクエストIV」導かれし者たち（KICC-6317、2009年10月7日）
  - 交響組曲「ドラゴンクエストV」天空の花嫁（KICC-6318、2009年10月7日）
  - 交響組曲「ドラゴンクエストVI」幻の大地（KICC-6319、2009年10月7日）
  - 交響組曲「ドラゴンクエストVII」エデンの戦士たち（KICC-6320、2009年10月7日）
  - ロンドン・フィルハーモニー管弦楽団による 交響組曲「ドラゴンクエスト」I〜VII CD-BOX（KICC-96358〜63、2016年7月22日）

- ポニーキャニオン
  - † 交響組曲「ドラゴンクエストIV」（PCCG-00118、1991年2月6日）

- ソニー・ミュージックエンタテインメント
  - † スーパーファミコン版 すぎやまこういち 交響組曲「ドラゴンクエストI」（SRCL-2733、1994年1月12日）
  - † スーパーファミコン版 すぎやまこういち 交響組曲「ドラゴンクエストII」（SRCL-2734、1994年2月21日）
  - † すぎやまこういち 交響組曲「ドラゴンクエストVI」幻の大地（SRCL-2737〜8、1995年12月21日）
  - † スーパーファミコン版 すぎやまこういち 交響組曲「ドラゴンクエストIII」そして伝説へ…（SRCL-3563、1996年12月12日）
  - † 交響組曲「ドラゴンクエスト」ベスト・セレクション〜ロト編〜（SRCL-3565、1997年7月21日）
  - † 交響組曲「ドラゴンクエスト」ベスト・セレクション〜天空編〜（SRCL-3566、1997年9月21日）
  - † 交響組曲「ドラゴンクエスト」ベスト・セレクション〜ロト・天空編〜（SRYL-7331〜2、1997年10月22日）

- SPEビジュアルワークス
  - † 交響組曲「ドラゴンクエストI・II」（SVWC-7062、2000年8月23日）
  - † 交響組曲「ドラゴンクエストIII」そして伝説へ…（SVWC-7063、2000年8月23日）
  - † 交響組曲「ドラゴンクエストIV」導かれし者たち（SVWC-7064、2000年8月23日）
  - † 交響組曲「ドラゴンクエストV」天空の花嫁（SVWC-7065、2000年8月23日）
  - † 交響組曲「ドラゴンクエストVI」幻の大地（SVWC-7066、2000年8月23日）
  - † 交響組曲「ドラゴンクエストVII」エデンの戦士たち+オリジナルサウンドトラック（SVWC-7052〜3、2000年9月6日）
  - † 交響組曲「ドラゴンクエスト」ザ・ベスト（SVWC-7074、2001年3月23日）
  - † 交響組曲「ドラゴンクエスト」ザ・ベスト2（SVWC-7134、2002年3月20日）
  - † 交響組曲「ドラゴンクエスト」コンプリートCD-BOX（SVWC-7150〜6、2003年1月22日）

#### 東京都交響楽団 演奏
すぎやまこういち指揮、東京都交響楽団による演奏。「冒険の旅」、「おおぞらをとぶ」、「そして伝説へ」、「街でのひととき」がトヨタ自動車のコンパクトハイブリッドカー「アクア」のCMソングに起用された。
- キングレコード
  - 交響組曲「ドラゴンクエストI」（KICC-6300、2009年8月5日）
  - 交響組曲「ドラゴンクエストII」悪霊の神々（KICC-6301、2009年8月5日）
  - 交響組曲「ドラゴンクエストIII」そして伝説へ…（KICC-6302、2009年8月5日）
  - 交響組曲「ドラゴンクエストIV」導かれし者たち（KICC-6303、2009年8月5日）
  - 交響組曲「ドラゴンクエストV」天空の花嫁（KICC-6304、2009年8月5日）
  - 交響組曲「ドラゴンクエストVI」幻の大地（KICC-6305、2009年8月5日）
  - 交響組曲「ドラゴンクエストVII」エデンの戦士たち（KICC-6306〜7、2009年8月5日）
  - 交響組曲「ドラゴンクエストVIII」空と海と大地と呪われし姫君（KICC-6308〜9、2009年8月5日）
  - 交響組曲「ドラゴンクエストIX」星空の守り人（KICC-6332、2010年2月10日）
  - 交響組曲「ドラゴンクエスト」場面別 I〜IX CD-BOX（KICC-96339〜48、2011年10月5日）
  - 交響組曲「ドラゴンクエストX」目覚めし五つの種族（KICC-6351、2012年12月5日）
  - 交響組曲「ドラゴンクエストXI」過ぎ去りし時を求めて（KICC-6365〜6、2018年1月24日）

なお、その後すぎやまが2021年9月30日に逝去したため、本人指揮による新録音の交響組曲のアルバムとしては結果的に本作が最終となった。
- アニプレックス
  - † 交響組曲「ドラゴンクエストV」天空の花嫁（SVWC-7313、2004年6月23日）
  - † 交響組曲「ドラゴンクエストII」悪霊の神々（SVWC-7246、2005年4月20日）
  - † 交響組曲「ドラゴンクエストIII」そして伝説へ…（SVWC-7247、2005年4月20日）
  - † 交響組曲「ドラゴンクエストIV」導かれし者たち（SVWC-7252、2005年5月18日）
  - † 交響組曲「ドラゴンクエストVIII」空と海と大地と呪われし姫君（SVWC7261〜2、2005年6月22日）
  - † 交響組曲「ドラゴンクエストVI」幻の大地（SVWC-7369、2006年7月19日）
  - † 交響組曲「ドラゴンクエストVII」エデンの戦士たち（SVWC-7403〜4、2006年10月18日）
  - † 交響組曲「ドラゴンクエストI」（SVWC-7457、2007年3月21日）

#### ライブ盤
- キングレコード - すぎやまこういち指揮。
  - 交響組曲「ドラゴンクエストIV」導かれし者たち コンサート・ライブ in 2002（KICC-6325〜6、2009年10月7日）
    - 神奈川フィルハーモニー管弦楽団による演奏。

  - 交響組曲「ドラゴンクエスト」ライブ・ベスト -音楽の宝箱-（KICC-6327、2009年10月7日）
    - 東京交響楽団による演奏。

- アポロン音楽工業 -  十束尚宏指揮。
  - † ドラゴンクエスト・イン・コンサート（BY30-5173、1987年10月21日）
    - 東京弦楽合奏団（NHK交響楽団の選抜メンバー、交響組曲より小編成）による演奏。

  - † 第2回ファミリー・クラシック・コンサート ドラゴンクエスト・ライヴ・コンサート（BY30-5206、1988年10月21日）
    - ファミリー・クラシック・オーケストラ（NHK交響楽団のメンバー）による演奏。本作は『I』『II』もファミコン時代の曲をベースに交響組曲としてアレンジされている。

- その他
  - † 交響組曲「ドラゴンクエスト」ライブ・ベスト -音楽の宝箱-（ソニー・ミュージックエンタテインメント、SRCL-2735、1994年11月2日）
    - すぎやまこういち指揮、東京交響楽団による演奏。

  - † 交響組曲「ドラゴンクエストIV」導かれし者たち コンサート・ライブ in 2002（SMEビジュアルワークス、SVWC7169〜70、2002年12月18日）
    - すぎやまこういち指揮、神奈川フィルハーモニー管弦楽団による演奏。

#### その他
- † ドラゴンクエスト伝説（ポリグラム、POCX-1056〜7、1996年11月18日）

バレエ「ドラゴン・クエスト」向けに編曲。小松一彦指揮、神奈川フィルハーモニー管弦楽団による演奏。

### 映像作品
- 交響組曲「ドラゴンクエストV」天空の花嫁（スギヤマ工房、BD：KIXM-195 / DVD：KIBM-1066、2015年4月22日）

### 書籍
- 交響組曲「ドラゴンクエストIV」オーケストラスコア（ヤマハミュージックメディア、1991年4月）
- オーケストラスコア「ドラゴンクエストXI　過ぎ去りし時を求めて」（オクタヴィア・レコード、2021年）
- オーケストラスコア「ドラゴンクエストIII　そして伝説へ…」（オクタヴィア・レコード、2022年）

### テレビ放送
テレビ朝日の音楽番組『題名のない音楽会』においては、2010年8月29日「マリオ・ドラクエ・FF〜大人気ゲーム音楽SP」で『IX』序曲、『III』冒険の旅、そして伝説へ（『そして伝説へ』のみ、すぎやまが指揮を担当）が紹介された。更に『PRESS START』の桜井政博、植松伸夫、高橋織子、錦織健も登場した。すぎやま没後の2021年10月23日に放送さえた「すぎやまこういちの音楽会　～そして伝説へ」という追悼番組において、『序曲』『この道わが旅』『そして伝説へ…』と『亜麻色の髪の乙女』などを放送した。
NHKの音楽番組『クラシック音楽館』では、2022年12月11日に「NHK音楽祭2022 特別公演」（2022年10月19日開催）での東京都交響楽団による演奏を放送した。えんそうは
| 曲名                                | 初出作品                                |
| ----------------------------------- | --------------------------------------- |
| ロトのテーマ                        | ドラゴンクエスト                        |
| 天の祈り                            | ドラゴンクエストXI 過ぎ去りし時を求めて |
| 海図を広げて                        | ドラゴンクエストIV 導かれし者たち       |
| 戦火を交えて〜不死身の敵に挑む      | ドラゴンクエストV 天空の花嫁            |
| 時の子守唄                          | ドラゴンクエストVI 幻の大地             |
| 過ぎ去りし時を求めて                | ドラゴンクエストXI 過ぎ去りし時を求めて |
| ブラームス／交響曲第1番ハ短調作品68 | ―                                       |